# Salax (Töpfer)
Salax war ein griechischer Töpfer, tätig im letzten Viertel des 6. Jahrhunderts v. Chr. in Athen.
Er ist nur durch seine Signatur auf einem schwarzfigurigen Teller von der Athener Agora, jetzt Agora Museum P 1386, bekannt.